# NGC 378
NGC 378 је спирална галаксија у сазвежђу Вајар која се налази на NGC листи објеката дубоког неба.
Деклинација објекта је - 30° 10' 41" а ректасцензија 1h 6m 12,0s. Привидна величина (магнитуда) објекта NGC 378 износи 13,1 а фотографска магнитуда 13,8. NGC 378 је још познат и под ознакама ESO 412-5, MCG -5-3-24, AM 0103-302, IRAS 01038-3026, PGC 3907.